# Bursaphelenchus
Bursaphelenchus – rodzaj nicieni z rodziny Aphelenchoididae.
Przedstawiciele rodzaju:
- Bursaphelenchus hunti
- Bursaphelenchus xylophilus – węgorek sosnowiec